# Simulium wanchaii
Simulium wanchaii es una especie de insecto del género Simulium, familia Simuliidae, orden Diptera.

## Distribución
Se distribuye por Tailandia.

## Taxonomía
Fue descrita científicamente por Takaoka, 2006. Fue publicada en A new species of the subgenus Simulium (Asiosimulium) (Diptera: Simuliidae) from Thailand. 57:45-48.